# Jhoom Barabar Jhoom
Jhoom Barabar Jhoom (hindi: झूम बराबर झूम, italiano: Danza baby danza) è un film indiano del 2007 del regista Shaad Ali, con protagonisti Abhishek Bachchan, Preity Zinta, Bobby Deol e Lara Dutta. Il film è prodotto da Aditya Chopra e Yash Chopra per la casa di produzione Yash Raj Films. Il film è stato distribuito il 15 giugno 2007.